# カール・ヴァーヘイエン
カール・ヴァーヘイエン（Carl Verheyen、1954年4月3日 - ）は、アメリカ合衆国ロサンゼルスに活動拠点を置く数多くの著名アーティストのアルバムや映画音楽のサウンドトラックの制作で活躍しているスタジオ・ミュージシャン（ギタリスト）、音楽プロデューサー。

## 概要
ロサンゼルスにおけるレコーディングの際には、“最初にお呼びがかかる”アーティストの1人。
『スタートレック』『LOST』『クロウ/飛翔伝説』『ミッション:インポッシブル/ゴースト・プロトコル』などをはじめとした多数のテレビドラマ・映画の音楽作品でギターを演奏し、ビージーズ、ベリンダ・カーライル、クリスティーナ・アギレラ、リトル・リチャードといった著名アーティストのアルバムやステージの仕事に携わる。
ゴードン・グッドウィンのビッグ・ファット・バンドによる「A Few Good Men」においてはグラミー賞の「Best Jazz Solo部門」にノミネートされる。また、1985年よりイギリスのロック・グループであるスーパートランプにおけるギタリストとしてのアルバム制作や大規模ツアーへの参加でも知られている。
過去には『Guitar Player』などの米国のギター専門誌においてギターコラムも連載。ギター教則本、教則ビデオもリリースしている。

## ディスコグラフィ

### アルバム
- 『ノー・ボーダーズ』 - No Borders (1988年) ※カール・ヴァーヘイエン・グループ名義
- 『ガレージ・セール』 - Garage Sale (1994年)
- 『スラング・ジャスティス』 - Slang Justice (1997年)
- Slingshot (1999年)
- Real to Reel (2000年)
- Atlas Overload (2001年)
- Solo Guitar Improvisations (2001年)
- Six (2004年)
- Rumor Mill (2005年) ※CD/DVDボックスセット
- Live in LA (2005年)
- Take One Step (2006年)
- 『トレーディング・エイツ』 - Trading 8s (2008年)
- The Road Divides (2011年)
- Mustang Run (2013年)
- Alone (2015年)
- The Grand Design (2016年)
- Essential Blues (2017年)

### 映像作品
- Live in LA (2005年) ※DVD
- The Road Divides (2010年) ※DVD

## 教則関係
- STUDIO CITY -Professional Session Recording for Guitarists- (2001年) ※書籍
- IMPROVISING WITHOUT SCALES -The Intervallic Guitar System of CARL VERHEYEN- (2005年) ※書籍
- INTERVALLIC ROCK (2007年) ※DVD
- FORWARD MOTION: ADVANCING ON THE ELECTRIC GUITAR (2009年) ※DVD

## 雑誌
- 『Player』 2013年9月号 - HARDWARE SPECIAL CARL'S GEAR CLOSET カール・ヴァーヘイエン・ギター・コレクション
- 米国 『GUITAR PLAYER』 Magazine 2016年7月号 - SUPER CHOPS! WITH CARL VERHEYEN